# Kozelské knížectví
Kozelské knížectví (polsky Księstwo kozielskie, německy Herzogtum Cosel) bylo součástí Bytomského knížectví. Bytomské knížectví se roku 1281 oddělilo od Opolsko-ratibořského knížectví.

## Historie

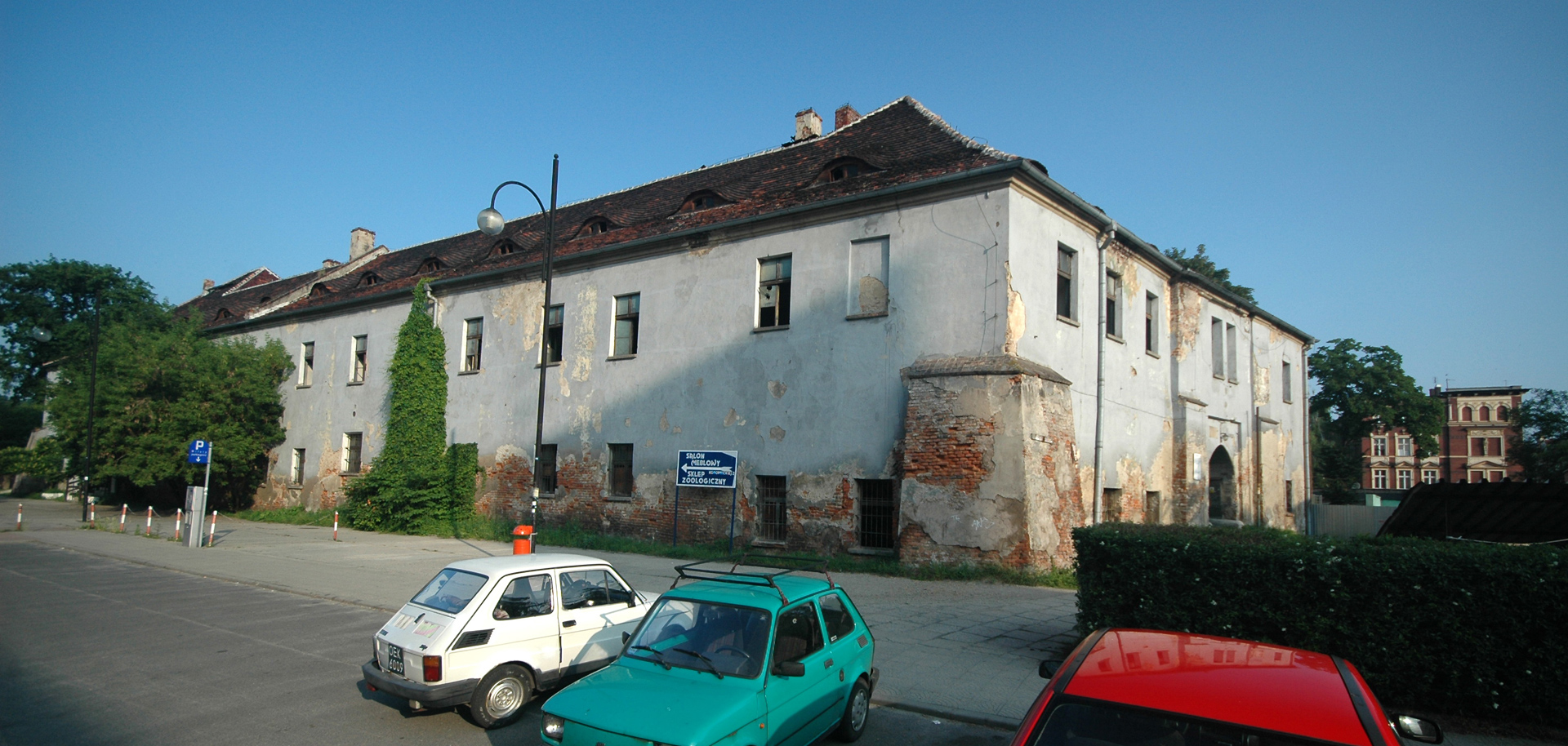
Hrad Kozlí

V roce 1282 zemřel Vladislav I. Opolský a jeho synové si rozdělili Opolsko-ratibořské knížectví. Do roku 1284 vládl Kazimír Bytomský spolu s bratrem Boleslavem I. Opolským, následně vládl samostatně Bytomsko-kozelskému knížectví. V roce 1289 vzdal Kazimír mezi prvními lenní hold českému králi Václavovi II. Již za života Kazimíra v roce 1303 dochází k dělení knížectví na tři menší Bytomské, Kozelské a Tošecké. V roce 1312 zemřel Kazimír a jeho syn Vladislav Kozelský se ujal samostatné vlády v knížectví kozelském. V roce 1334 zastavil Vladislav Kozelské knížectví za 4000 hřiven stříbra knížeti ratibořskému Leškovi Ratibořskému. Po smrti knížete Leška bez potomků se Kozelsko zpět vrátilo do vlastnictví Bytomska. V roce 1337 Vladislav vydělil Kozelsko nejstaršímu synovi Kazimírovi Kozelskému, který zemřel již v roce 1342. Druhý syn Vladislava Boleslav Kozelsko-Bytomský se ujal vlády nad oběma knížectvími po smrti otce v roce 1352. V roce 1354/1355 zemřel Boleslav Kozelsko-Bytomský při výpravě českého a římského krále Karla IV. do Itálie, kde se pozdější císař ucházel o císařskou korunu. Boleslav byl poslední člen linie bytomsko-kozelských Piastovců. Za života Vladislava Kozelského byla sepsána dědičná smlouva, která určovala nárok jeho dcer po vymření mužských potomků. Nároky na Bytomské a Kozelské knížectví vznášeli těšínská linie rodu Piastovců v čele s Kazimírem I. Těšínským a olešnická linie v čele s Konrádem I. Olešnickým. Na základě arbitráže vedenou samotným českým králem Karlem IV. a domluvou mezi jednotlivými knížaty získal Kozelské knížectví Konrád I. Olešnický, jeho manželka byla dcera Vladislava Eufemie Bytomská a těšínský kníže Kazimír I.Těšínský získal Bytomské knížectví. V roce 1489 dobyl Kozelské knížectví uherský král Matyáš Korvín, po jeho smrti bylo knížectví navráceno majiteli Konrádovi X. V roce 1492 vymřela olešnická větev rodu Piastovců a knížectví se opět stalo lénem českého krále. Vladislav II. Jagellonský prodal léno Janovi II. Opolskému, ten jej v roce 1509 spojil s Opolským knížectvím. V roce 1532 zemřel Jan II. Opolský a Kozelsko se opět stalo majetkem českého státu.

## Kozelská knížata
- kolem 1286–1312 Kazimír Bytomský
- před 1312 –1334 Vladislav Kozelský
- 1334–1336 Lešek Ratibořský
- 1336–1342 / 47 Kazimír Kozelský ( Kazimír III.)
- 1442 / 1447–1354 / 55 Boleslav Kozelsko-Bytomský
- 1354 / 1455–1357 spor o dědictví
- 1357–1366 Konrád I. Olešnický
- 1366–1403 Konrád II. Olešnický
- 1403–1412 Konrád III. Olešnický
- 1412–1439 Konrád V.
- 1439–1450 Konrad VII.
- 1450–1452 Konrád IX. a Konrád X.
- 1452–1471 Konrád IX.
- 1471–1489 Konrád X.
- 1489–1490 Matyáš Korvín
- 1490–1492 Konrád X.